# Archibald Douglas (5e comte de Douglas)
Pour les articles homonymes, voir Archibald Douglas.
Archibald Douglas (vers 1390 - † 26 juin 1439), 5e comte de Douglas, fut un noble écossais, titré en France comte de Longueville et duc et pair de titulaire de Touraine il est également Gardien de l'Écosse de 1437 à 1439.

## Origine
Archibald Douglas est le fils de Archibald Douglas, 4e comte de Douglas, et de Margaret Lady de Galloway († v. 1456), seconde fille du roi Robert III d'Écosse et de son épouse Annabella Drummond.
Comme son père, son frère James († 1424) et son beau-frère John Stuart comte de Buchan, il combat en France où il reçoit le titre de comte de Longueville. Il fait partie du groupe de nobles qui intervient auprès du régent afin de délivrer Jacques Ier d'Écosse de sa captivité. Il se brouille ensuite avec le roi et est même emprisonné.

## Régent
Après le meurtre du roi Jacques Ier et l'éviction de la reine Jeanne de Beaufort il devient Gardien de l'Écosse du fait de sa proximité avec la famille royale. Archibald Douglas ambitieux mais indolent est régent d'écosse pour le compte du jeune Jacques II d'Écosse avec le titre de Lieutenant-Gouverneur du royaume et associé avec comme chancelier, John Cameron l'évêque de Glasgow.
Les deux hommes sont inférieurs à leur tâche et inaptes à contrôler les conflits qui éclatent entre les grandes familles et leurs troupes armées. Les Boyd de Kilmarnock et les Stuart de Darnley s'entretuent lors de complots ou de théâtraux combats chevaleresques. Dans les Highlands les Keith et les MacKays se combattent pour le contrôle des glens de Sutherland et du Caithness pendant que dans l'ouest les membres du Clan Maclean ravagent la plaine de Stirling. Archibald Douglas se contente de bénéficier des avantages de sa fonction et meurt en juin 1439.

## Mariage et descendance
Archiabald Dougals épouse Eupemia Graham fille de Sir Patrick Graham et d'Euphemia Stuart, petite-fille du roi Robert II d'Écosse et de sa seconde épouse Euphemia de Ross. De cette union sont nés trois enfants:
- William Douglas († 1440), 6e comte de Douglas.
- David Douglas tué avec son frère en novembre 1440 ;
- Margaret Douglas dite The Fair Maid of Galloway épouse successive de ses cousins William Douglas et James Douglas et enfin de John Stuart comte d'Atholl.

## Source
- (en) John Prebble The Lion in the North. One thousand years of Scotland history, Penguin Books Londres 1981,  (ISBN 0140056459). p. 141 & 336.